# Kulîcikiv, Sokal
Kulîcikiv (în ucraineană Куличків) este un sat în orașul raional Velîki Mostî din raionul Sokal, regiunea Liov, Ucraina.

## Demografie
Componența lingvistică a localității Kulîcikiv
     Ucraineană (99,83%)
     Alte limbi (0,17%)
Conform recensământului din 2001, majoritatea populației localității Kulîcikiv era vorbitoare de ucraineană (99,83%), existând în minoritate și vorbitori de alte limbi.

## Legături externe
- pl Kuliczków (po rusku Kułyczkiw) în Dicționarul geografic al Regatului Poloniei și al altor țări slave, volum IV (Kęs — Kutno) anul 1883